# Principio cosmologico perfetto

Mappa della radiazione cosmica di fondo, dopo la rimozione dei contributi dovuti a sorgenti locali e dell'anisotropia di dipolo. Questa immagine falsifica il principio cosmologico perfetto.

In cosmologia, il Principio cosmologico perfetto è l'assunzione che l'Universo è identico a se stesso in ciascuno dei suoi punti e che questo sia vero ad ogni epoca. Questa ipotesi supplementare lo distingue dal principio cosmologico, introdotto da Albert Einstein nel 1917, che prevede solamente che tutti i punti dell'Universo, se si considerano scale sufficientemente ampie, possiedono le stesse proprietà ad un certo istante.

## Storia
Il principio cosmologico perfetto è stato proposto dagli autori della teoria dell'universo stazionario: Fred Hoyle, Thomas Gold e Hermann Bondi. Da un certo punto di vista, può apparire come un postulato filosofico, simile al dogma dell'immutabilità dei cieli della Grecia antica, ma all'epoca fu introdotto allo scopo di proporre un'alternativa alla teoria del Big Bang che appariva, essa stessa, di forma fastidiosamente biblica per certi cosmologi, Albert Einstein in testa. Successivamente la teoria venne abbandonata, così come la teoria dello stato stazionario, grazie alla scoperta della radiazione di fondo cosmica la cui esistenza, e in particolare il suo spettro di corpo nero non si potevano spiegare nel quadro dello stato stazionario. In seguito, diversi effetti evolutivi osservati nelle popolazioni di galassie e la misurazione diretta della variazione temporale della temperatura del fondo cosmico, hanno prodotto prove osservazionali esplicite della falsità del principio cosmologico perfetto.

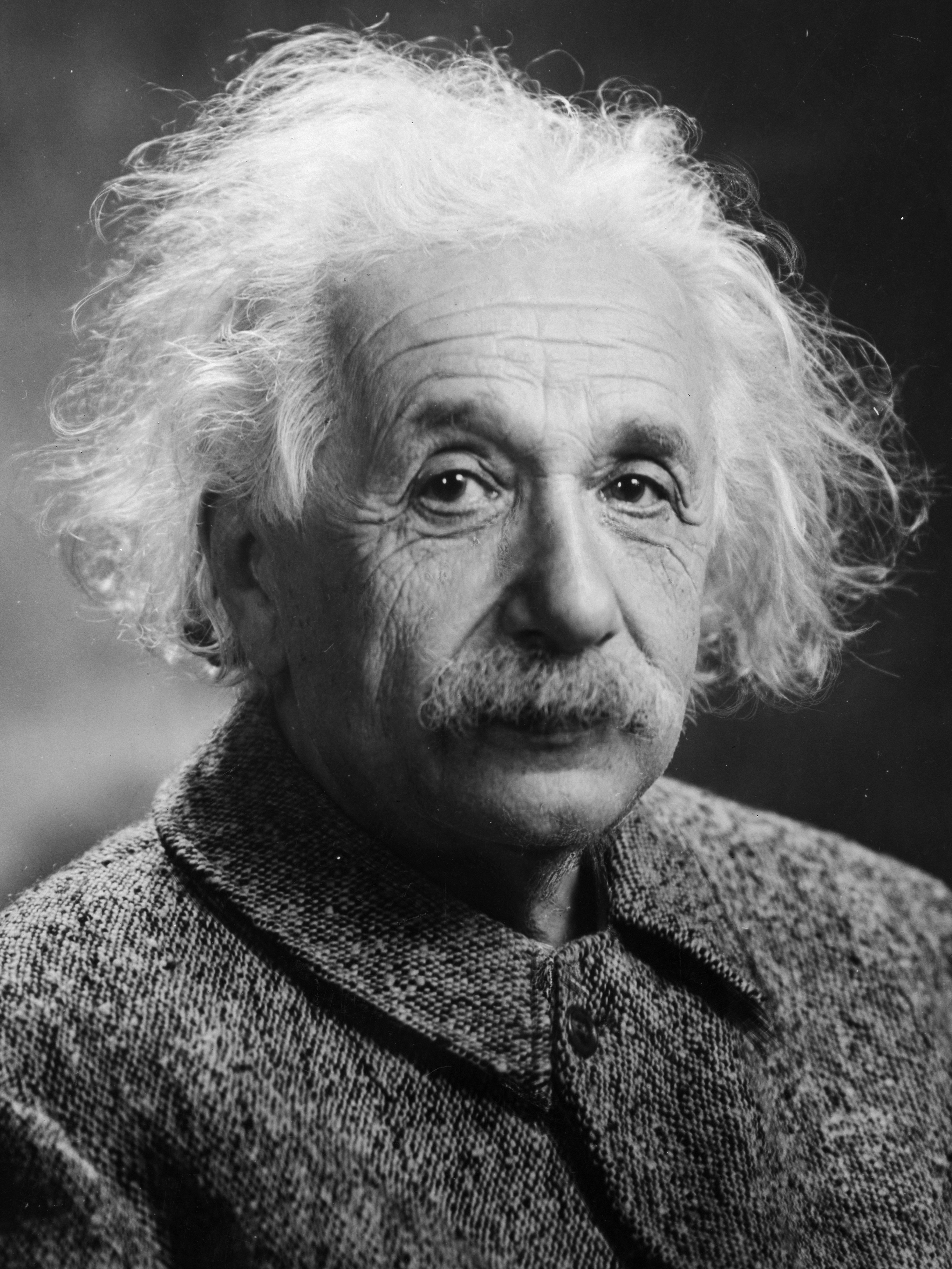
Einstein introdusse il principio cosmologico nel 1917.

## Conseguenze
Se l'Universo è identico a sé stesso in ogni epoca, la densità di energia deve rimanere costante. Perciò è necessario che l'universo non si espanda oppure che sia in espansione ma che possegga un meccanismo di compensazione tale da mantenere la densità di energia costante. 
Il caso di un universo statico fu proposto da Albert Einstein nel 1917 che tuttavia, nel suo modello, fece scarso utilizzo del termine principio cosmologico perfetto: Einstein stesso si era accontentato di utilizzare il termine principio cosmologico, senza fare riferimento alla stazionarietà o alla staticità del modello. Se l'Universo è in espansione allora il suo tasso di espansione deve essere costante. 

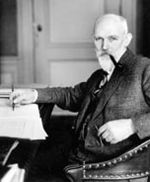
De Sitter negli anni '20 ipotizzò un universo con densità di materia costante, ma in espansione.

Un modello di questo tipo è chiamato universo di de Sitter, dal nome di Willem de Sitter che lo propose all'inizio degli anni venti del novecento. L'universo di de Sitter, così come era stato proposto dall'autore, era basato sulla supposizione che il contenuto di materia dell'Universo fosse una costante cosmologica: una forma di materia che oggi considereremmo atipica  dato che la sua densità di energia è costante qualsiasi sia il volume che occupa. Questo modello non era in grado di descrivere l'universo osservabile, perché si sa che questo contiene una certa quantità di materia ordinaria che si diluisce grazie all'espansione dell'universo. La teoria dello stato stazionario ipotizza che le sole forme di materia esistenti sono quelle conosciute nel modello standard della fisica delle particelle (adroni, leptoni, bosoni vettore), e che questi siano continuamente creati al passare del tempo così da compensare la loro diluizione dovuta all'espansione cosmica. Esiste un processo, dovuto al campo C, la cui esistenza è ipotizzata ad hoc che può dare origine a questo fenomeno di creazione continua.